# Миколаївська церква (Луганське)
Миколаївська церква села Луганське — православна церква, яка існувала в селі Луганське Бахмутського повіту Катеринославської губернії з середини XVIII сторіччя по 20-30 роки XX століття. Будівля церкви повністю знищенна в Радянський період.

## Розташування
Миколаївська церква розташовувалася в центральній частині села Луганське Бахмутського повіту Катеринославської губернії на правому березі річки Лугань. 

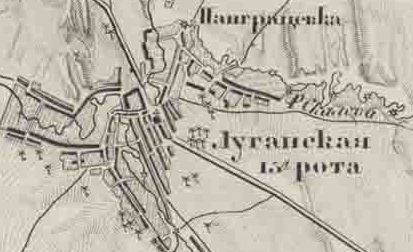
Карта Шуберта село Луганське 1960 рік Миколаївська церква відмічена в центрі села.

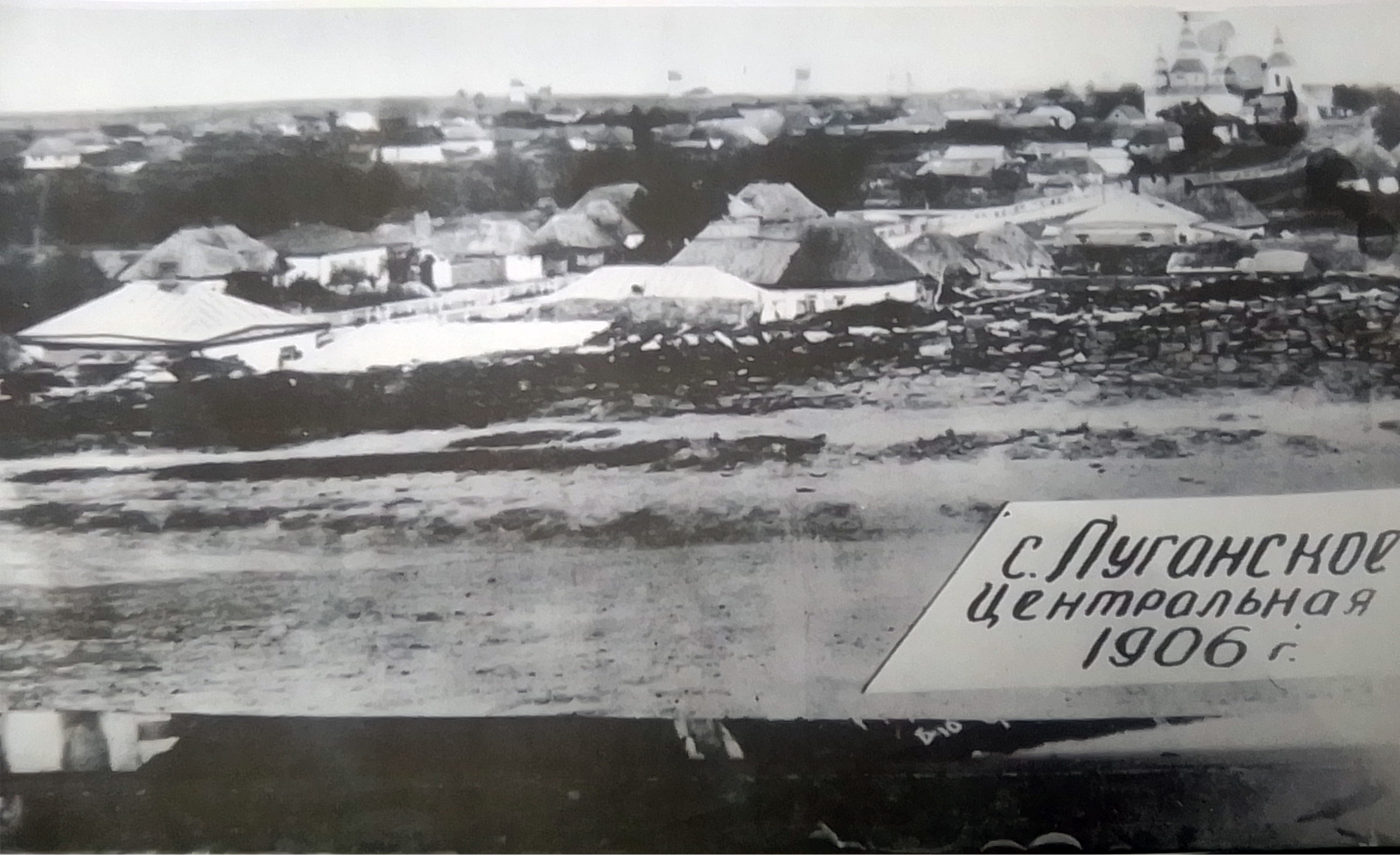
Село Луганське Бахмутського повіту 1906 рік

Хоча зараз не зберіглося жодних залишків будівлі церкви в селищі Луганському, її місцеположення можна встановити з наступних джерел. На карті Шуберта за 1860 рік — є відмітка церкви в центральній частині села. В книзі «Записки военно-топографического депо, часть XIX» виданої в 1857 році, військові топографи Російської імперії зазначають, що для орієнтування на місцевості доречно використовувати будівлі церков, а не будівлі млинів (через їх можливу недолговічність). Для села Луганське, вони зазначають орієнтиром церкву з такими географічними координатами — «Широта — 48.26.46,3; Долгота от Пулкова к Востоку — 7.55.49,8». Станом на 1857 рік — в селі Луганське існувала лише одна церква (друга церква Покровська була збудована лише в 1898 році), тому не має сумніві, що мова йде про будівлю Миколаївської церкви. Перераховуючи вказану географічну долготу за Пулковським мерідіаном, можна вирахувати місцеположення будівлі церкви -48°26′46.3″ пн. ш. 38°15′18.0″ сх. д. / 48.446194° пн. ш. 38.255000° сх. д.
Також розташування Миколаївської церкви можна побачити на фотознімку села Луганського в 1906 році.

## Історія

### Будівництво церкви
Точна дата будівництва Миколаївської церкви в джерелах різниться.
Довідникова книга Екатеринославської єпархії за 1913 рік вказує, що Миколаївська церква села Луганське Бахмутської волості  — кам'яна, верх (купол) — дерев'яний, збудована в 1811 році. Однак, з рапорту від 27 лютого 1792 року, який Бахмутське духовне Правління предоставило в Екатеринославську духовну Консисторію, відомо, що «в селі Луганському при Миколаївській церкві два священника». З «прошенія» священика Федора Друзякіна в Екатеринославську духовну Консисторію від 29 вересня 1792 року відомо, що він був «рукоположен» в 1785 році преосвященим Никифором в село Луганське Бахмутського уезда в Миколаевську церкву другим священником. Таким чином, підтверджується існування Миколаївської церкви в селі Луганське навіть раніше 1785 року. За даними карти Церков Слов'яносербії составленої лисичанським арехологом Ломако М. М., дата заснування Миколаївської церкви зазначена як 1777 рік. Така різниця в даті заснування церкви можливо пов'язана з перебудовою храму, в якій можливо брали участь серби-переселенці.

### Опис Миколаївської церкви в 1913 році
Церква мала землі 120 десятин, дохід від якої становив 1200 рублів, капітал церкви складав 100 рублів, від лавки — 100 рублів, капітал приходу — 200 рублів, дохід від пожертвувань — 3217 рублів. Свічок продавалося за рік 36 пудів.
При Миколаївській церкві, навчалося 54 хлопчики в церковно-приходський школі.
Парафіян було: 4420 чоловіків та 4111 жінок. Католиків — 75, євреїв — 28. До приходу належали приселки: Скелева, Воздвиженка, Єлизаветівка, х. Надєждо-Луганське, х. Байракський.

### Руйнування церкви
У 1922—1923 роках Бахмутський окрвиконком на основі вимог і документів вищестоящих організацій приймає рішення про закриття та вилучення церковних цінностей.
30 травня 1922 року були зібрані акти комісії з втрат та відсутності церковних речей за описами до 1917 року та надіслані до облЮсту для притягнення до кримінальної відповідальності церковного причту.
В 1922 році в Миколаївській церкві с. Луганське за описом 1882 року були відсутні 3 срібних вінця, риза та 3 ікони, а також «відсутні» 22 аркуші у описі церковного майна. 24 травня 1922 р. комісія на чолі з Орловим, членами комісії Коломійцем, Матвєєвим, віруючими Шевченко, Альохіною, священиком А. Старошевичем записали, що вилучені дароносиця, дискос, звездиця і ложка, риза вагою 9,5 фунтів срібла. Залишені для служби «частини» дароносиці (порцелянові вставки — зображення святих), дароносиця, хрест, «частина» срібної чаші загальною вагою 1,9 фунтів срібла. За залишене церковне майно для обрядів віруючим було наказано внести до 1 липня відповідною вагою срібло та золото до губфінвідділу.
Священникові у с. Луганському перед смертю викололи очі і вирвали бороду.
В 1920-30 роках за згадками місцевих, спочатку церква буда спалена, а потім будівля церкви зруйнована.

## Духовенство
В 1908 році в цій церкві священиком був Григорій Іванович Портанський, вік — 61 рік, і Федір Васильович Федоровський, 64 років, мав 4 дорослих дітей.
У 1912 році тут служив протоієрей Попов Павло Васильович, 75 років, який закінчив духовну семінарію, сан отримав в 1858 році, мав нагороду — орден Святого Володимира ІV ступеню, який отримав у 1912 році, його оклад становив 108 рублів.
Також були священики Павленко Н. Н., Петров М. С., Федоровський Г. В.
Церковним старостою був Дмитро Колесник.

## Метричні книги
В Державному архіві Донецької області (ДАДО) у фонді 221 опис 1 зберігаються метричні книги Миколаївської церкви Катеринославської духовної консисторії, с. Луганське Бахмутського повіту Катеринославської губернії